# Croton bifurcatus
Pour Croton bifurcatus var. emeliae, voir Croton emeliae.
Espèce
Croton bifurcatus est une espèce de plantes à fleurs du genre Croton et de la famille des Euphorbiaceae, présente aux Comores.
Il a pour synonymes :
- Croton bifurcatus var. genuinus Müll.Arg., 1866
- Oxydectes bifurcata, (Baill.) Kuntze